# La Celia (kommun)
La Celia är en kommun i Colombia.   Den ligger i departementet Risaralda, i den centrala delen av landet, 220 km väster om huvudstaden Bogotá. Antalet invånare är 8 761.